# Roger Shah
Roger Pierre Shah (* 29. November 1972 in Esslingen am Neckar) ist ein deutscher Trance-DJ und -Produzent. Er ist auch unter den Pseudonymen DJ Shah, Sunlounger, Black Pearl, Magic Island, Magic Wave, Savannah u. a. bekannt.

## Biographie
Roger-Pierre Shah begann seine Karriere im Jahr 1996. Zunächst veröffentlichte er 1999 mit Claps seine erste Single und erzielte erste Chart-Erfolge in den europäischen Dance-Charts. Inzwischen konnte er seine Singles auf renommierten Labels wie Black Hole und Anjunabeats veröffentlichen. Außerdem gründete er das Label Magic Island Records, welches im Jahr 2008 zu einem Sublabel von Armada Music wurde.
Von 2001 bis 2007 leiteten die Geschwister DJ Shah und Pedro del Mar eine wöchentliche Radiosendung namens Mellomania auf Radio Sunshine Live. Seit dem 2. Mai 2008 hat Roger Shah bei Digitally Imported eine wöchentliche Radiosendung namens Magic Island - Music for Balearic People. Die zweistündige Sendung spielt Trance- und Progressive-Musik in der ersten und Chill-out Balearic Trance in der zweiten Stunde.
Im Jahr 2008 produzierte er mit Armin van Buuren die Single Going Wrong, die in den niederländischen Single-Charts auf Platz 5 einstieg. 2009 kam Roger Shah in der Wahl der Top 100 DJs von DJ Mag auf Platz 21.
2016 hat man in Zusammenarbeit mit Aly & Fila und der Sängerin Susana den Track Unbreakable komponiert. Dieser wurde in Armin van Buurens Radiosendung A State of Trance zum „Tune of the Year“ gewählt.

## Pseudonyme und Side-Projects
Bis 2008 veröffentlichte Roger Shah seine Musik unter dem Namen DJ Shah erst danach wechselte er zu Roger Shah. Jedoch neben den Tracks, welche er unter eigenem Namen veröffentlichte, produzierte er auch Musik unter Pseudonymen wie High Noon at Salinas, Magic Island oder Savannah. Ein weiterer Künstlername ist Sunlounger. Unter diesem Namen veröffentlichte er 2008 das Album Another Day on The Terrace, aus welchem vier Singles ausgekoppelt wurden. Im Jahr 2009 brachte er das zweite Album mit dem Namen Sunny Tales unter diesem Pseudonym heraus. Eine Singleauskopplung, welche schon am 18. Dezember 2008 erschien, war Lost. Diese wurde in Armin van Buurens Radio Show A State of Trance zum Tune of the Year gewählt.
Roger Shah ist außerdem an Side-Projects beteiligt. Er gehört zu dem Projekt Purple Moods, welches auf Anjunabeats ihre Tracks veröffentlicht, und zusammen mit Ralph Fritsch gründete er das Projekt Black Pearl.

## Diskografie

### Alben
- 2000: DJ Shah – The Album
- 2007: Sunlounger – Another Day on the Terrace
- 2008: Sunlounger – Sunny Tales
- 2008: DJ Shah – Songbook
- 2010: Sunlounger – The Beach Side of Life
- 2011: Roger Shah – Openminded
- 2013: Sunlounger – Balearic Beauty
- 2018: Roger Shah – No Boundaries

### Singles
als DJ/Roger Shah:
- 1999: Claps
- 1999: Commandments
- 2000: Riddim
- 2001: Tides of Time (feat. No Iron)
- 2002: High
- 2003: Sunday Morning
- 2004: Sunset Road (mit York)
- 2006: Beautiful
- 2007: Palmarosa
- 2007: Who Will Find Me (feat. Adrina Thorpe)
- 2008: Going Wrong (mit Armin van Buuren feat. Chris Jones)
- 2008: Don't Wake Me Up (feat. Inger Hansen)
- 2008: Back to You (feat. Adrina Thorpe)
- 2008: Beautiful (Glimpse of Heaven) (feat. Jan Johnston)
- 2009: You're So Cool (mit Tenishia feat. Lorilee)
- 2009: To the Sky (feat. Chris Jones)
- 2009: Healesville Sanctuary (feat. Signum)
- 2009: Shoulders of Giants (feat. Ira Losco)
- 2009: Hold On (mit Judge Jules feat. Amanda Angelic)
- 2010: Ancient World (mit Signum)
- 2010: Catch a Cloud (mit Tenishia feat. Lorilee)
- 2011: Eden / Lay Down
- 2011: Morning Star (feat. Moya Brennan)
- 2012: Hide U (mit Sian Kosheen)
- 2012: Shine (feat. Sian Kosheen)
- 2012: Perfect Love (mit Fila feat. Adrina Thorpe)
- 2012: Dance with Me (feat. Inger Hansen)
- 2012: One Love (feat. Carla Werner)
- 2012: Island (feat. Adrina Thorpe)
- 2013: Higher than the Sun (mit Jes & Brian Laruso)
- 2014: Eye 2 Eye (FSOE 350 Anthem) (mit Aly & Fila & Susana)
- 2014: One Life (mit DJ Feel) (feat. Zara Taylor)
- 2014: No Brainer
- 2014: Without You (mit Sied van Riel) (feat. Jennifer Rene)
- 2014: The Namib (mit Pierre Pienaar)
- 2015: Louder (mit Paul van Dyk) (feat. Daphne Khoo)
- 2016: Unbreakable (mit Aly & Fila & Susana)
- 2018: For The One You Love (mit RAM & Natalie Gioia)

als Sunlounger
- 2006: White Sand
- 2007: Aguas Blancas
- 2007: In & Out
- 2008: Crawling (feat. Zara)
- 2008: Catwalk / Mediterranean Flower
- 2008: Lost (feat. Zara)
- 2009: Change Your Mind (feat. Kyler England)
- 2010: Found (feat. Zara Taylor)
- 2010: Beautiful Night (feat. Antonia Lucas)
- 2010: Breaking Waves (feat. Inger Hansen)
- 2011: Life (feat. Lorilee)
- 2012: Try to Be Love (feat. Zara)
- 2013: Finca (feat. Rocking J)
- 2013: I'll be fine (feat. Alexandra Badoi)

als Black Pearl
- 2006: Bounty Island
- 2008: Coral Sea
- 2009: Java
- 2010: Rise
- 2010: Discovery

als Savannah
- 2009: Body Lotion
- 2010: Darling Harbour

als Global Experience
- 2005: Tennessee / Dakar
- 2006: Zanzibar / San Salvador
- 2007: Madras / Malaysia
- 2008: Koengen
- 2011: New Life

### Remixe (Auswahl)
- 2000: DJ Energy – The Dancing City (DJ Shah vs. DJ Energy Remix)
- 2000: Diana Fox - Running On Empty (DJ Shah Remix)
- 2002: Letticia – Colour Of My Dreams (DJ Shah vs. Pedro del Mar Remix)
- 2003: Armin van Buuren feat. Ray Wilson – Yet Another Day (DJ Shah Remix)
- 2006: Sarah McLachlan – The First Noel (DJ Shah Remix)
- 2005: System F – Cry (DJ Shah & Pedro Del Mar Remix)
- 2005: The Movement: Live Fire (DJ Shah's Ambient Soul Remix)
- 2007: Pedro del Mar feat. Emma Nelson – Feel (DJ Shah's Ambient Soul Remix)
- 2007: Purple Mood – One Night In Tokyo (DJ Shahs Savanah Remix)
- 2008: OceanLab – Sky Falls Down (DJ Shah Remix)
- 2008: Ascension – For A Lifetime (DJ Shah Remix)
- 2008: Majai – Phoria (DJ Shah Dub Mix)
- 2009: Madonna – What It Feels Like For A Girl (Roger Shah Rework)
- 2009: Richard Durand – Always the Sun (Roger Shah Remix)
- 2010: Andain – Beautiful Things (Roger Shah Magic Island Remix)